# Hội quán Ôn Lăng
Hội quán Ôn Lăng (chữ Hán: 溫陵會館, hay Ôn Lăng hội quán) còn được gọi là chùa Ôn Lăng, chùa Quan Âm hay chùa Ông Lào; là một ngôi chùa của người Việt gốc Hoa, hiện tọa lạc tại số 12 đường Lão Tử, Phường 11, Quận 5, Thành phố Hồ Chí Minh (Việt Nam).

## Tên gọi
Ôn Lăng là tên cổ của phủ Tuyền Châu ở Phúc Kiến – vì hội quán này nguyên do người Hoa gốc Phúc Kiến ở Tuyền Châu lập nên nên người ta dùng cái tên Ôn Lăng để đặt cho hội quán. Trong tiếng Hoa, "Ôn" (溫) có nghĩa là ấm (vừa phải, dễ chịu), nhu hòa; còn "Lăng" (陵) có nghĩa là gò đất, đồi – cái tên này được cho có từ thời nhà Đường hoặc sớm hơn. Tại thành phố Tuyền Châu, cái tên Ôn Lăng có thể được dễ dàng nhìn thất ở trên nhiều công trình cổ.
Theo học giả Ngô Ấu Hùng thì cái tên Ôn Lăng ra đời nhằm mô tả đặc điểm môi trường khu vực Tuyền Châu đất đai cao hay thấp, tiết khí khô hay ẩm đều phân định rõ ràng, thuận lợi gieo trồng Lục Cốc (Đạo, Lương, Thục, Lúa mạch, Thử, và Tắc); khí hậu Tuyền Châu nóng nhiều lạnh ít, do vậy thời cổ nó được gọi là Ôn Lăng. Một thuyết khác giải thích rằng vào tháng 7 năm Thiệu Hưng thứ 23 thời Nam Tống (1153), Chu Hy đến Tuyền Châu giảng giải dạy dỗ dân chúng, lúc này đang là mùa đông nhưng thời tiết ở Tuyền Châu rất ấm áp, và Chu Hy vì vậy đã ca khen vùng đất này là "Sơn Lăng Độc Uẩn", kể từ đó cái tên Ôn Lăng được ra đời để gọi Tuyền Châu. Tuy nhiên theo kết quả khảo cổ học gần đây, thì cái tên Tuyền Châu thực ra đã xuất hiện dưới thời Bắc Tống, trước cả Nam Tống khoảng trên dưới 100 năm. Ngoài ra có người còn cho rằng cái tên này thậm chí đã xuất hiện dưới thời Đường trước nữa, dựa vào những ghi chép trong tập "Tuyền Châu Phủ Chí".
Người ta thường gọi di tích là chùa Bà Ôn Lăng vì trong hội quán có điện thờ Thiên Hậu. Tuy nhiên tên gọi phổ biến nhất là chùa Quan Âm mặc dù Quan Âm không phải là vị thần được thờ chính ở đây.

## Vị trí
Hội quán Ôn Lăng tọa lạc tại số 12 đường Lão Tử, phường 11, quận 5, Thành phố Hồ Chí Minh, mở cửa từ 6 giờ 15 phút sáng tới 17 giờ hàng ngày. Đây là khu phố khá sầm uất ở vùng Chợ Lớn. Theo phong thủy, phía trước di tích phải có một hồ, ao để trấn mạch, tụ khí cho miếu thờ được linh thiêng. Vì vậy, năm 1809, Ban quản trị hội quán đã làm một hồ cá phóng sinh ở phía bên kia đường, trước hội quán.

## Lịch sử
Cuối thế kỷ 17, có một số người Hoa thuộc phủ Tuyền Châu, tỉnh Phúc Kiến, Trung Quốc) đã di cư sang Việt Nam và định cư tại khu Sài Gòn – Chợ Lớn ngày nay. Ban đầu, cuộc sống của họ gặp không ít khó khăn, nhưng rồi cũng dần được ổn định. Để có nơi tín ngưỡng và chia sẻ, nhóm người đồng hương này, bao gồm cư dân của năm huyện Tấn Giang, Nam An, Huệ An, Đồng An, An Khê thuộc phủ Tuyền Châu đã chung góp công sức, tiền của xây lên một hội quán có tên là Hội quán Ôn Lăng Phước Kiến vào năm 1740 để thờ cúng Thiên Hậu Thánh mẫu và nhiều vị thần theo tín ngưỡng dân gian của dân tộc Hoa.
Năm Mậu Tý niên hiệu Đạo Quang (1828) Đổng sự hiệu Thái Nguyên Hưng là người trong ban quyên được một vạn quan tiền để trùng tu hội quán. Năm 1867, hội quán được trùng tu lần thứ hai, đến năm 1869 thì hoàn tất. Những lần trùng tu sau được thực hiện vào những năm 1897, 1993, 1995. Cũng theo nội dung văn bia lập năm 1869 thì người xưa lập hội quán để bàn việc công, thờ thần và qua sự cúng tế mà tương trợ đồng hương, chỉnh đốn phong tục. Thiên Hậu thánh mẫu là vị thần được thờ chính ở hội quán Ôn Lăng. Sau này, hội quán thờ thêm Quan Âm Bồ tát nên có thêm tên gọi là chùa Quan Âm.

## Kiến trúc

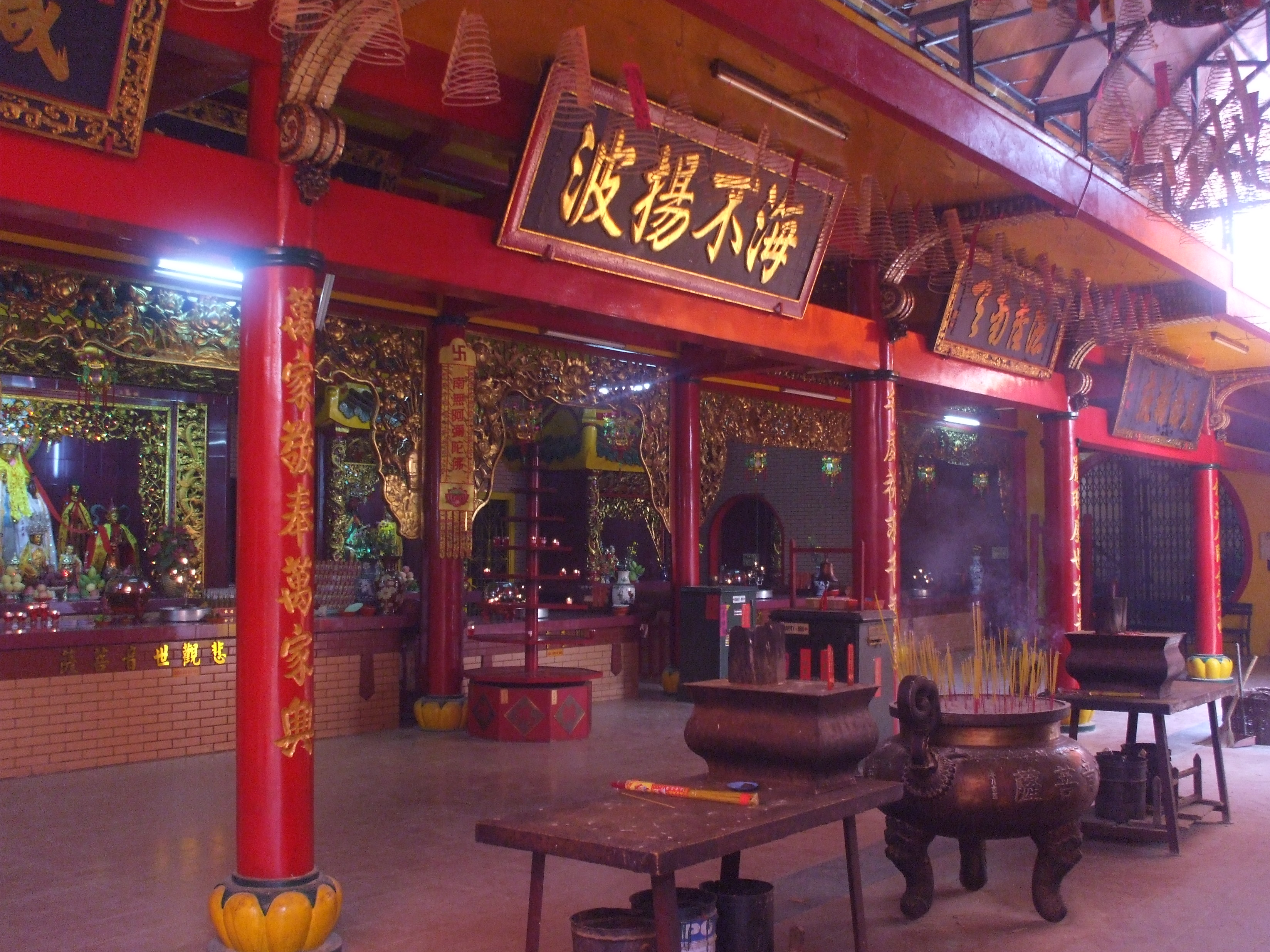
Hậu điện.

Hội quán Ôn Lăng được xây dựng trên khuôn viên rộng 1.800 m2, kiến trúc theo kiểu đền miếu cổ Trung Hoa (nội công ngoại quốc) với bộ khung chịu lực bằng gỗ, mái ngói lợp ống, chân mái được viền bằng ngói xanh. Đặc biệt nhất là cách tạo hình và trang trí mái ngói mang đậm nét phong cách của người Phúc Kiến, với đường bờ nóc uốn cong, đầu đao cong vút gắn các mô hình tòa thành bằng gốm.
Mặt bằng tổng thể của hội quán gồm một khối nhà hình chữ nhật ở giữa, bao gồm tiền điện, trung điện và chính điện, và ba dãy nhà vuông góc nhau tạo thành hình chữ U bao quanh khối nhà ở giữa. Dãy nhà nằm ngang rộng, sáng sủa, thoáng mát, nhiều gian thờ là hậu điện. Hai dãy nhà dọc vừa là trụ sở làm việc, vừa được bố trí một số gian thờ. Cuối dãy nhà bên trái có cầu thang dẫn lên lầu. Khác với một số hội quán người Hoa, sân hội quán Ôn Lăng khá hẹp. Đầu mái tiền điện hơi thấp nên từ sân có thể nhìn thấy các tượng lưỡng long tranh châu, lân phượng và mô hình tòa thành cùng các tượng gốm người, vật… trên nóc mái. Có cả thảy ba cửa vào tiền điện. Nơi cửa chính, ở hai bên là đôi kỳ lân đá uy nghi, rất mỹ thuật được mang từ Trung Quốc sang. Trên vách mặt tiền có hai bức phù điêu bằng gỗ chạm bông thếp vàng và phù điêu đắp nổi Tứ đại kim cương. Phần kiến trúc dưới mái hiên cũng được chạm trổ tinh xảo bằng các hình bông sen, tượng kỳ lân và các dây hoa.
Hội quán còn lưu giữ nhiều cổ vật có từ thời vua Quang Tự, (nhà Thanh), như trống, đỉnh gang, lư hương... Đặc biệt, có một chuông lớn đề năm Đạo Quang Ất Dậu Niên (1825). Ngoài ra, hội quán có nhiều hoành phi và câu đối với nội dung ca ngợi công đức của thần và bày tỏ ước nguyện của con người.

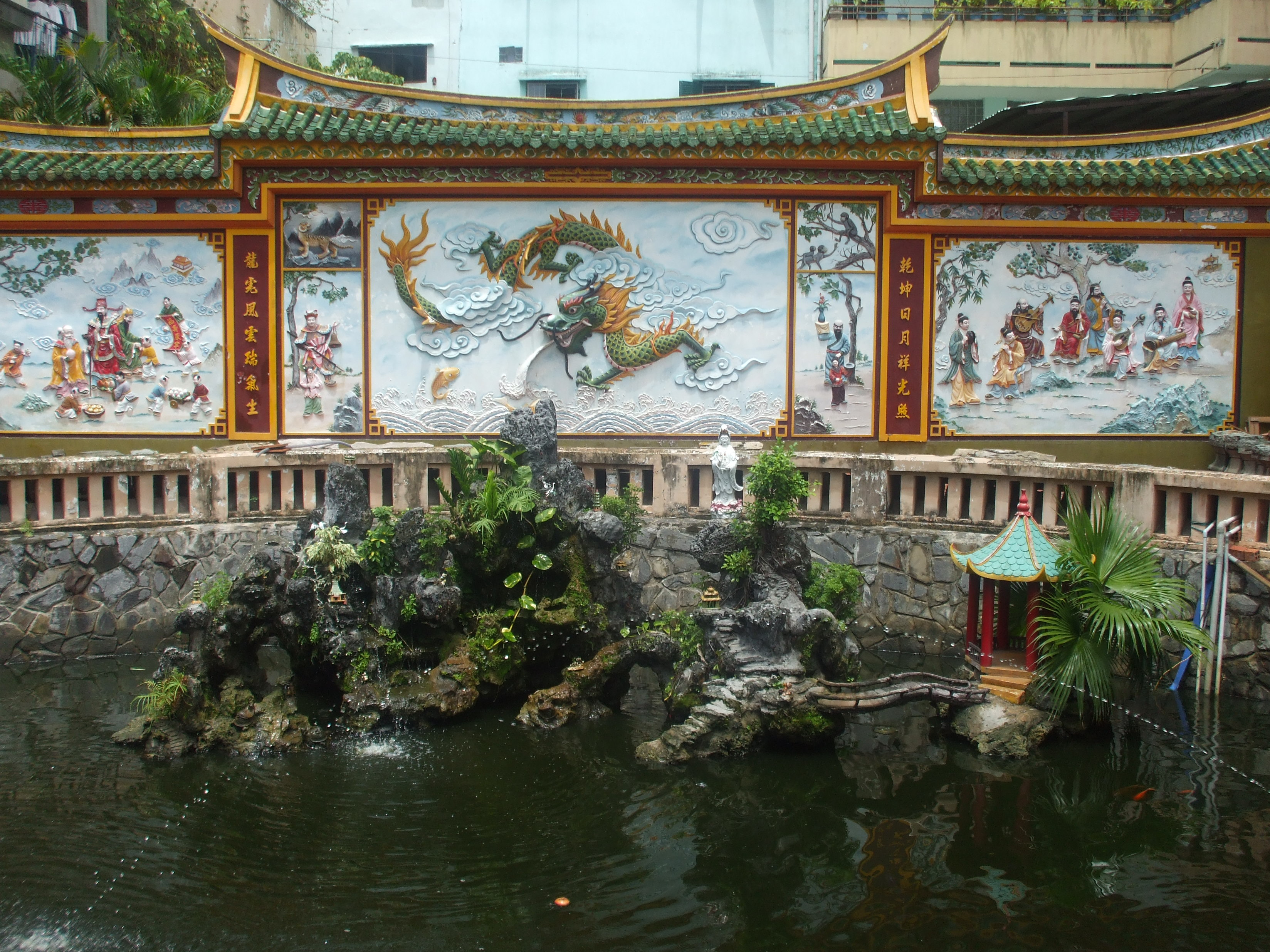
Ao phóng sinh

Một nét riêng khác, do sân hội quán bị đường phố cắt ngang, cho nên phần đất còn lại phía bên kia đường, người ta cho xây một hồ phóng sinh, khiến cảnh chùa có một chút gì thiên nhiên giữa lòng phố thị.
Nơi thờ tự chính gồm 2 điện thờ, bố trí trước sau, cách nhau một sân thiên tỉnh (giếng trời). Tiền điện thờ Thiên Hậu Thánh mẫu, phối tự 2 bên tả hữu là Phước Đức chính thần (ông Bổn) và Bà chúa Thai Sinh. Hậu điện thờ Bồ Tát Quan Âm và phối tự: một bên là Quan Vũ, Bao Công, một bên là Thành hoàng, Tương Đàn Lão gia.
Nhìn chung, có rất nhiều thần linh được thờ tự ở đây, nhưng đối tượng chính là Bồ tát Quan Âm. Theo đó, các lễ hội chính là các lễ vía Quan Âm trong năm: 19 tháng 6 âm lịch là lễ Vía chính, còn 19 tháng 2 âm lịch và 19 tháng 11 âm lịch là 2 lễ Vía phụ.

## Chức năng
Hội quán Ôn Lăng là thờ 16 vị thần theo tín ngưỡng Trung Hoa, do cộng đồng dân địa phương thống nhất lập nên. Bên cạnh Thiên Hậu Thánh mẫu – được thờ chính trong cộng đồng người Phước Kiến để phù hộ cho những người đi sông nước và làm ăn xa – chùa còn thờ Quan Thế Âm Bồ Tát để cầu buôn may bán đắt, cầu bình an, sức khỏe cho gia tộc thịnh vượng. Nơi tập trung nhiều người cầu nguyện nhất là bàn thờ Thần Tài để cầu tài lộc, và bàn thờ Thái Tuế để cầu mệnh. được thờ chính trong cộng đồng người Phước Kiến, để phù hộ cho những người đi sông nước và làm ăn xa. Ngoài ra, chùa thờ phụng một số vị thần dân gian khác như Tề Thiên Đại Thánh, Bao Công, Văn Xương Đế Quân, 18 vị La Hán, Địa mẫu Nương Nương, Thiên Phụ Gia gia.
Một số người thực hiện tục “đánh kẻ tiểu nhân”, bằng cách dùng giày dép đập liên tục vào hình nhân bằng giấy dưới đất tượng trưng cho những điều xấu, để chúng không hại người nữa. “Đã đi lễ nhiều chùa người Hoa trong nước, chỉ ở chùa này mình mới thấy tập tục đánh kẻ tiểu nhân”, một vị khách tên Ngọc Anh cho biết.
Hội quán Ôn Lăng là nơi diễn ra tập tục “đánh kẻ tiểu nhân” thường vào ngày Kinh trập – tức khoảng ngày 5 hoặc 6 tháng 3 Dương lịch. Tục này diễn ra trước bàn thờ Ông Hổ.

## Di sản
Từ đầu thế kỷ 19, hội quán Ôn Lăng là một trong những công trình kiến trúc đẹp được Trịnh Hoài Đức mô tả trong tác phẩm Gia Định thành thông chí.
Đầu thế kỷ 20, viết về vùng Chợ Lớn, tác giả Nam Kỳ phong tục nhơn vật diễn ca đã đánh giá:
“… Người Thanh ở đó dư muôn
Làm ăn nghề nghiệp như nguồn nước sung
… Thói hay kính phụng quỷ thần
Ở đâu chùa miểu lo phần vỉnh vi
Hà Chương hội quán ai bì
Ôn Lăng, Thất Phủ hạng nhì hạng ba…”
Nói về hội quán này, học giả Vương Hồng Sển viết: 
Đường Lão Tử, có Ôn Lăng Hội Quán của người Phước Kiến, thờ Bà Thiên Hậu. Vị trụ trì chùa nầy cho biết rằng "Ôn Lăng" là một địa danh thuộc phủ Tuyền Châu. Ngoài cửa chùa có chạm vào đá hai câu liễn do Trạng nguyên cập đệ Ngô Lỗ cúng năm Tân Sửu (1901) đời Quang Tự:
Ôn nhu trước chí nhơn, chánh đạo dung dân nguyên Khổng Dịch;
Lăng nhạc đồng trang trọng, mẫu nghi hình ngã cánh vô phương
Trong chùa còn một chuông lớn đề "Đạo Quang Ất Dậu niên" tức năm 1825 (năm thứ 6 đời vua Minh Mạng).
Khi từ tạ ra về, hoà thượng đưa ra cửa, dạy thêm cho biết rằng: "Để tưởng niệm Châu Ngươn Chương, thủy tổ nhà Minh, nên chùa thường dùng màu đỏ (châu, chu) sơn cột và trính, còn trên ngạch cửa, có chạm hai mắt lồi ra, tượng trưng "Nhựt", "Nguyệt", hai chữ ấy ráp lại tức "Minh" vậy.
Ngày 27 tháng 4 năm 2004, Hội quán Ôn Lăng đã được Bộ Văn hóa Thông tin công nhận là di tích Kiến trúc nghệ thuật cấp quốc gia.